# José Castillo (cineasta)
José Enrique Castillo (Caracas, Venezuela, 31 de julio de 1922 - 14 de junio de 2018) conocido como Castillito, fue un pionero del cine de la animación  experimental en Venezuela. Dedicó su vida a la creación de cortometrajes animados, empleando métodos artesanales y vanguardistas que le valieron reconocimiento tanto a nivel nacional como internacional.

## Biografía
A lo largo de su carrera Castillito realizó más de 20 filmes, todos ellos elaborados sin equipos sofisticados ni grandes presupuestos, trabajando desde su modesto apartamento en el sector 23 de Enero de Caracas. Su obra se caracteriza por la intervención directa sobre el celuloide, dibujando y pintando cuadro por cuadro para dar vida a sus animaciones.
Entre sus trabajos más destacados se encuentra Conejín (1975), su primer cortometraje, que narra las aventuras de un conejo soñador que anhela volar con la ayuda de un papagayo. Otras de sus películas notables incluyen La hormiga de Hiroshima, La cueva, Fantasía china, Cinético I y II, Fiesta, La serpiente emplumada, Fantasía japonesa, Platero, La Cucarachita, Reverón y ¡Ay Zaragoza!, entre otras, todas hechas a mano sobre el celuloide.
En 2011, los hermanos Andrés Eduardo Rodríguez y Luis Alejandro Rodríguez realizaron el documental Los sueños de José Castillo, sobre su vida.
A lo largo de su trayectoria, José Castillo recibió múltiples reconocimientos, entre ellos el Premio Nacional de Cine, para el período 2012-2014.

## Filmografía
- 1975: Conejín
- 1982: El cerro de los elfos
- 1985: La hormiga de Hiroshima
- 1985: La cueva
- 1987: La cucarachita
- 1987: Amor y paz
- 1992: Kimono
- 1993: La princesa y el guisante
- 1995: Safari
- 1995: La serpiente emplumada
- 1996: Miruroa, mi amor
- 2000: Cinético I
- 2000: Cinético II
- 2001: Platero
- 2001: Natura
- 2001: Cachito
- 2001: Fiesta
- 2003: Ojos azules
- 2003: ¡Ay Zaragoza!
- 2004: Fantasía japonesa
- 2004: Fantasía china
- 2005: Reverón